# Meg 2: The Trench
Meg 2: The Trench is een Amerikaans-Chinese actie-horrorfilm uit 2023, geregisseerd door Ben Wheatley en gebaseerd op de roman The Trench uit 1999 van Steve Alten. De film is het vervolg op The Meg uit 2018.

## Verhaal
Diepzeeduiker Jonas Taylor neemt opnieuw deel aan een expeditie naar de Marianentrog, waar ongebruikelijke wateractiviteit is geregistreerd. In de diepten van de zee vinden de onderzoekers een oeroud, ongerept ecosysteem dat naast enkele megalodons ook andere prehistorische dieren herbergt die gevaarlijk zijn voor de mens.

## Rolverdeling
| Acteur                | Personage              | Opmerkingen                                            |
| --------------------- | ---------------------- | ------------------------------------------------------ |
| Jason Statham         | Jonas Taylor           | duiker en stiefvader van Meiying                       |
| Cliff Curtis          | James "Mac" Mackreides | manager van Mana One                                   |
| Sienna Guillory       | Hillary Driscoli       | rijke investeerder van Jiuming's projecten op Mana One |
| Skyler Samuels        | Jess                   | zakenvrouw en huurling                                 |
| Sophia Cai Shuya      | Meiying                | stiefdochter van Jonas                                 |
| Melissanthi Mahut     | Rigas                  | beveiligingsofficier op Mana One                       |
| Page Kennedy          | DJ                     | monteur op Mana One                                    |
| Wu Jing               | Jiuming                | CEO van Mana One                                       |
| Whoopie van Raam      | Curtis                 | crewlid van Mana One                                   |
| Kiran Sonia Sawar     | Sal                    | crewlid van Mana One                                   |
| Sergio Peris-Mencheta | Montes                 | huurling en vriend van Jess                            |
| Felix Mayr            | Lance                  | crewlid van Mana One                                   |

## Release
De film ging in première op 9 juni 2023 op het Internationaal filmfestival van Shanghai.

## Prijzen en nominaties
| Jaar | Prijs             | Categorie                     | Genomineerde(n)               | Uitslag  |
| ---- | ----------------- | ----------------------------- | ----------------------------- | -------- |
| 2023 | Weibo Movie Award | Aanbevolen films van het jaar | Aanbevolen films van het jaar | Gewonnen |